# Vigdís Finnbogadóttir
Vigdís Finnbogadóttir (přechýleně Finnbogadóttirová; * 15. dubna 1930 Reykjavík) je islandská politička, v letech 1980–1996 čtvrtá islandská prezidentka. Zvolením na post prezidentky se stala první prezidentkou v Evropě a vůbec první ženskou hlavou státu zvolenou v demokratických volbách na světě.
Studovala na univerzitě v Grenoblu, na Sorbonně francouzskou literaturu a poté i v Kodani a na islandské univerzitě dějiny divadla. Nejprve pracovala v divadelnictví a vyučovala francouzštinu, poté se stala známá jako aktivistka bojující proti ozbrojeným silám Spojených států sídlícím na území Islandu a vyžadující vystoupení Islandu z NATO („Ísland úr NATO, herinn burt“). Po zvolení prezidentkou pracovala na vytvoření dobrého jména své země v zahraničí. Poté, co odešla z funkce, podílela se na různých mezinárodních mírových projektech, dodnes je vyslankyní dobré vůle UNESCO.